# Leiopus punctulatus
Leiopus punctulatus là một loài bọ cánh cứng trong họ Cerambycidae.